# Derek Blok
Derek Blok (31 december 1960) is een Nederlandse musicalzanger, acteur, danser en choreograaf.
Blok volgde de dansopleiding aan de Rotterdamse Dansakademie en volgde zanglessen bij Frits Hassoldt aan het Rotterdams Conservatorium.
Hij speelde diverse rollen in musicals in vele landen. Zo stond hij in Antwerpen op het podium als Feuilly, de Bisschop en Marius in "Les Miserables", speelde Myron en Artie Green in de musical "Sunset Boulevard" in Duitsland en trad op in Los Angeles als Raoul in de musical "Phantom of the Opera", Billy in 42nd Street, de Conferencier in "Cabaret", ensemble en understudy Lucheni in "Elisabeth" en in Nederland ensemble en understudy Harry en Sam in "Mamma Mia!" en ensemble en understudy Lumiere in "Beauty and the Beast". Ook zong hij in het ensemble "Cabaret du Casino" van het Casino van Monte Carlo.
Als danser trad hij op in het Lido en de Moulin Rouge in Parijs en ging op tournee in het buitenland met de Paris Revue Show. Blok debuteerde als acteur in de rol van Gimietto in "Anja en Esther" van Klaus Mann door theatergroep F Act uit Rotterdam.
In Frankrijk zong hij met Line Renaud tijdens haar 40-jarig jubileum op televisie, werkte als medewerker mee aan de televisieprogramma's "Champs-Elysees" en "Start '90" en werkte als choreograaf mee aan het liedjes programma op televisie "La Chance aux Chansons."
In 2002 was Blok deelnemer aan de derde serie van het survival televisieprogramma "Expeditie Robinson" waar hij uiteindelijk de winnaar werd.
Momenteel (2006) is Blok docent musicaldans aan de Frank Sanders Academie te Amsterdam. Ook regisseert hij de nieuwe musical 'Moulin Rouge'.